# Турнир на призы газеты «Руде право»
Турнир на призы газеты «Руде право» — международный турнир по хоккею с шайбой, проводившийся пять раз в период с 1977 по 1983 год.
В турнирах, учрежденных Чехословацким хоккейным союзом при содействии газеты «Руде право», в разные годы принимали участие сильнейшие европейские сборные, олимпийская сборная Канады, а также клуб ВХА «Цинциннати Стингерс», а побеждала неизменно сборная СССР. После 1983 года турнир не проводился.

## 1977
Турнир 1977 года был посвящён 70-летию Чехословацкого хоккейного союза и прошел в Праге с 16 по 21 сентября. В нём приняли участие сборные Чехословакии, СССР и клуб ВХА «Цинциннати Стингерс». Победителем вышла сборная СССР (тренеры — Виктор Тихонов и Владимир Юрзинов), опередившая хозяев площадки ввиду лучшей разницы забитых и пропущенных шайб в матчах между собой. Лучшими хоккеистами команд были признаны Борис Михайлов, Иржи Бубла и Майкл Лиут. Борис Михайлов стал также самым результативным игроком — 11 очков (4 заброшенные шайбы и 7 результативных передач). Сборная СССР выступала в составе: вратарь — Третьяк, Бабарико защитники — Цыганков, Фетисов, Билялетдинов, Гусев, Лутченко, Бабинов, Васильев, Первухин, нападающие — Михайлов, Петров, Харламов, Шалимов, Шадрин, Якушев, Балдерис, Жлуктов, Капустин, Мальцев, В. Голиков, Волчков.
- 16 сентября. СССР — «Цинциннати Стингерс» — 11:4 (4:2,4:1,3:1)
- 17 сентября. ЧССР — «Цинциннати Стингерс» — 8:2 (2:0,1:0,5:2)
- 18 сентября. ЧССР — СССР — 1:4 (0:1,1:2,0:1)
- 19 сентября. СССР — «Цинциннати Стингерс» — 5:2 (2:2,0:0,3:0)
- 20 сентября. ЧССР — «Цинциннати Стингерс» — 12:3 (1:2,6:0,5:1)
- 21 сентября. ЧССР — СССР — 5:4 (1:2,2:1,2:1)

## 1978
В 1978 году изначально планировалось участие в турнире сборной Швеции и клуба НХЛ «Детройт Ред Уингз», но в итоге приз разыграли сборные Чехословакии и СССР в серии из трех игр, прошедших в Братиславе, Пардубице, и Праге с 19 по 23 сентября. Все матчи выиграла команда СССР (тренеры — Виктор Тихонов и Владимир Юрзинов), в составе которой отличился Сергей Капустин — 6 очков (4+2). В составе сборной СССР участие в матчах приняли: вратари — Третьяк, Мышкин, защитники — Цыганков, Фетисов, Билялетдинов, Лутченко, Васильев, Первухин, Стариков, нападающие — Михайлов, Петров, Харламов, Балдерис, Жлуктов, Капустин, Мальцев, Макаров, А. Голиков, Лебедев, Лаврентьев, Шостак.
- 19 сентября. ЧССР — СССР — 2:8 (1:2,1:3,0:3). Голы: Рихтер, А. Штястны — у ЧССР, Капустин — 2, Балдерис — 2, Петров, Лаврентьев, Шостак, Харламов — у СССР.
- 21 сентября. ЧССР — СССР — 4:5 (1:2,0:2,3:1). Голы: Эберман — 3, Заичек — у ЧССР, Капустин — 2, Фетисов, Жлуктов, Мальцев — у СССР.
- 23 сентября. ЧССР — СССР — 4:5 (2:0,0:2,2:3). Голы: И. Новак — 2, М. Штястны, Черник — у ЧССР, Мальцев — 2, Петров — 2, Фетисов — у СССР.

## 1979
В турнире 1979 года, состоявшемся в Праге с 8 по 13 сентября, приняли участие национальные сборные Чехословакии, СССР, Швеции, Финляндии, олимпийская сборная Канады. Первое место на турнире заняла сборная СССР (тренеры — Виктор Тихонов и Владимир Юрзинов), выигравшая все четыре своих матча. За неё играли: вратари — Третьяк, Мышкин, защитники — Фетисов, Билялетдинов, Лутченко, Бабинов, Васильев, Первухин, Стариков, Касатонов, нападающие — Михайлов, Петров, Харламов, Якушев, Балдерис, Жлуктов, Капустин, Мальцев, В. Голиков, А. Голиков, Макаров, Шостак.
- 8 сентября. ЧССР — Швеция — 3:0  (1:0, 0:0, 2:0). Голы: П. Штястны, И. Новак, M. Штястны.
- 8 сентября. СССР — Канада — 5:3 (1:1,3:1,1:1). Голы: С. Капустин, В. Харламов, А. Голиков, С. Макаров, В. Первухин — у СССР; К. Примо, П. Маклин, К. Максвелл — у Канады.
- 9 сентября. Швеция — Канада — 2:0 (1:0, 1:0, 0:0). Голы: Л. Норберг — 2.
- 9 сентября. СССР — Финляндия — 4:1 (1:1,1:0,2:0). Голы: В. Голиков, Х. Балдерис, Б. Михайлов, С. Бабинов — у СССР; В. Руисма — у Финляндии.
- 10 сентября. ЧССР — Финляндия — 6:4 (2:0, 1:1, 3:3). Голы: Эберманн — 2, И.Новак — 2, M.Штястны, Новы — у ЧССР; Лево, Руотсалайнен, Ринне, Kиималайнен — у Финляндии.
- 11 сентября. СССР — Швеция — 8:2 (1:1,4:0,3:1). Голы: Первухин — 2, Жлуктов, В. Голиков, Якушев, Харламов, Капустин, Петров — у СССР, Хансен, Нэслунд — у Швеции.
- 11 сентября. ЧССР — Канада — 9:2
- 12 сентября. Швеция — Финляндия — 3:4
- 13 сентября. Канада — Финляндия — 3:1
- 13 сентября. ЧССР — СССР — 4:6 (0:1,4:2,0:3). Голы: П. Штястны, Мартинец, М. Штясны, Дворжак — у ЧССР, Петров, Лутченко, Якушев, Макаров, А. Голиков, Жлуктов — у СССР.

| 1 | СССР      | ~   | 6:4 | 8:2 | 5:3 | 4:1 | 4 | 4 | 0 | 0 | 23—10 | 8 |
| 2 | ЧССР      | 4:6 | ~   | 3:0 | 9:2 | 6:4 | 4 | 3 | 0 | 1 | 22—12 | 6 |
| 3 | Швеция    | 2:8 | 0:3 | ~   | 2:0 | 3:4 | 4 | 1 | 0 | 3 | 7—15  | 2 |
| 4 | Канада    | 3:5 | 2:9 | 0:2 | ~   | 3:1 | 4 | 1 | 0 | 3 | 8—17  | 2 |
| 5 | Финляндия | 1:4 | 4:6 | 4:3 | 1:3 | ~   | 4 | 1 | 0 | 3 | 10—16 | 2 |

М — итоговое место, И- игры, В — выигрыш, Н — ничья, П — проигрыш, Ш — забитые-пропущенные шайбы

## 1981/82
В четвертом розыгрыше приза 1981/82 приняли участие четыре сборные: СССР, ЧССР, Швеция, Финляндия. Турнир проходил по новой формуле: сначала в первом круге все команды встречались друг с другом по два раза. Затем в финале две лучшие команды (СССР и Чехословакии) разыграли основной приз. Победителем в четвертый раз стала сборная СССР.

#### Предварительный круг
12 августа 1981. Швеция — СССР  1:2 (1:1, 0:0, 1:1)
14 августа 1981. Швеция — СССР  1:4 (1:0, 0:1, 0:3)
17 августа 1981. Финляндия — СССР  3:4 (1:0, 1:1, 1:3)
18 августа 1981. Финляндия — СССР  2:5 (0:2, 1:0, 1:3)
13 октября 1981. Финляндия — Швеция  3:3 (1:2, 2:0, 0:1)
28 октября 1981. ЧССР — Финляндия  7:1 (2:0, 2:1, 3:0)
29 октября 1981. ЧССР — Финляндия  5:2 (2:0, 2:2, 1:0)
3 февраля 1982. Швеция — Финляндия  7:1 (2:0, 2:0, 3:1)
14 февраля 1982. ЧССР — СССР  3:5 (2:1, 0:2, 1:2)
16 февраля 1982. ЧССР — СССР  3:6 (1:5, 1:0, 1:1)
2 апреля 1982.  ЧССР — Швеция  4:4 (1:1, 3:1, 0:2)
4 апреля 1982. ЧССР — Швеция  4:1 (0:0, 1:0, 3:1)
|   | Сборная   | 1        | 2        | 3        | 4        | И | В | Н | П | Ш     | Очки |
| - | --------- | -------- | -------- | -------- | -------- | - | - | - | - | ----- | ---- |
| 1 | СССР      |          | 5:3, 6:3 | 2:1, 4:1 | 4:3, 5:2 | 6 | 6 | 0 | 0 | 26—13 | 12   |
| 2 | ЧССР      | 3:5, 3:6 |          | 4:1, 4:4 | 5:2, 7:1 | 6 | 3 | 1 | 2 | 26—19 | 7    |
| 3 | Швеция    | 1:2, 1:4 | 1:4, 4:4 |          | 7:1, 3:3 | 6 | 1 | 2 | 3 | 17—17 | 4    |
| 4 | Финляндия | 3:4, 2:5 | 2:5, 1:7 | 1:7, 3:3 |          | 6 | 0 | 1 | 5 | 12—31 | 1    |

#### Финал
8 сентября 1982. Братислава. ЧССР — СССР  4:7 (1:2, 3:3, 0:2)
10 сентября 1982. Прага. ЧССР — СССР  2:4 (1:1, 1:2, 0:1)